# Теорема Зеро
Теорема Зеро; Нульова теорема — науково-фантастичний фільм 2013 року режисера Террі Гілліама. Сценарій написаний Петом Рашином. Виробництво фільму почалося в жовтні 2012 року. Гілліам дав суперечливі твердження щодо того — чи мається на увазі «Нульова теорема» як третя частина сатиричної антиутопічної трилогії («Орвелівського триптиху»), яка почалася «Бразилією» 1985 року та продовжилася фільмом «12 мавп» 1995-го.

## Про фільм
Комп'ютерний геній Коен Лет все життя чекає на «божественний телефонний дзвінок», який повинен йому розповісти про сенс життя і особливе призначення. Щоб не пропустити дзвінок, Коен просить керівництво дозволити йому працювати вдома.
Живе Коен у старому напівзруйнованому храмі. Керівництво дає Коену дивовижно складне завдання — «Теорему Зеро», на вирішенні якої збожеволіло багато вчених. Рішення стає настільки складним, що у Лета вривається терпець і він кидає роботу.
Щоб надихнути працівника, керівництво надсилає оплачену віртуальну стриптизерку Банслі. Дівчина захоплює Коена віртуальними світами, що у свою чергу знижує працездатність. Для виправлення цього керівництво надсилає його сина Боба, щоб проконтролювати та покращити процес роботи. Боб гранично чесний із Коеном, розповідає, що Банслі, психолог і хто б там ще не був — усі куплені керівництвом «Менкома» для досягнення результату за рішенням теореми.
Сама ж теорема, як виявляється, має довести, що все живе сталося внаслідок безглуздої помилки. Виходить, що Коен, чекаючи на дзвінок Бога, весь свій час проводить, працюючи над доказом, що Бога немає. Коен, повністю загнаний у кут, підключається до всесвітнього сервера за допомогою костюма віртуальної реальності, подарованого йому Банслі. Злившись із сховищем даних, Коен зустрічає там своє керівництво. Там йому стає зрозуміло, що все життя, бажаючи дізнатися про своє призначення, він — Коен Лет — провів під замком, нічого не роблячи. А Теорема Зеро взагалі не піддається доведенню.

## Знімались
| Актор            | Роль                       |
| ---------------- | -------------------------- |
| Крістоф Вальц    | Коен Лет                   |
| Лукас Геджес     | Боб                        |
| Мелані Тьєррі    | Банслі                     |
| Девід Тьюліс     | Джобі                      |
| Гвендолін Крісті | жінка у вуличній рекламі   |
| Руперт Френд     | чоловік у вуличній рекламі |
| Лілі Коул        | дівчина у вуличній рекламі |
| Санджив Бхаскар  | доктор                     |
| Петер Стормаре   | доктор                     |
| Бен Вішоу        | доктор                     |
| Метт Деймон      | керівник                   |
| Тільда Свінтон   | доктор Ширк-Ром            |
| Еміль Гоштіна    | Клон                       |